# Ganglios basales

si está es la definición gráfica, hay una parte que no se comunica físicamente

Los ganglios basales (del griego ganglion, "conglomerado", "nudo", "tumor") o núcleos basales son un grupo de núcleos o masas de sustancia gris (acumulaciones de cuerpos o somas de neuronas) que se hallan en la base del cerebro, entre las vías ascendentes y descendentes de sustancia blanca y a horcajadas sobre el tronco del encéfalo. Inicialmente, el término se ocupó en descripciones onto-filogenéticas o en clasificaciones topográficas.
Este tejido nervioso gris está interconectado con la corteza cerebral, el tálamo y el tronco del encéfalo.
En los mamíferos están asociados, fundamentalmente, con los movimientos (que también tienen su origen en la corteza motora): sus fibras, que no se dirigen directamente a la médula espinal, enlazan con el centro motor supraespinal del tronco cerebral, conjuntos de neuronas que envían fibras nerviosas a la médula espinal. Los ganglios basales se asocian con movimientos voluntarios realizados de forma principalmente inconsciente, esto es, aquellos que involucran al cuerpo entero en tareas rutinariamente o cotidianas.
Los ganglios basales se sitúan sobre una zona denominada cuerpo estriado: dos cuerpos de sustancia gris separados por un haz de fibras, denominado cápsula interna. Respecto de esta se van situando los ganglios basales: el núcleo caudado, el putamen, el globo pálido, el núcleo subtalámico y la sustancia negra. En el lado interno de la cápsula interna se halla el núcleo caudado (núcleo de la cola) y en su lado externo el putamen (núcleo en forma de cáscara), junto al que se sitúa el globo pálido (una estructura triangular de color gris claro con una fina capa de sustancia blanca en su mitad que, en ocasiones, se une con el putamen para formar el núcleo lentiforme). Situado al lado del globo pálido, pero más hacia el interior, se encuentra el núcleo subtalámico y, por debajo de este, la sustancia negra. Se discute si una delgada tira de sustancia gris situada al lado del putamen, el claustro, del que se desconoce su función, pertenece o no a los ganglios basales: el daño de los ganglios basales implica una falla en la coordinación que supone la aparición de los síntomas característicos de un trastorno motor global; especialmente, los movimientos característicos de enfermedades como la enfermedad de Parkinson, el balismo y el corea de Huntington.

## Terminología
El término ganglios basales o núcleos basales se aplica al conjunto de masas de sustancia gris situado dentro de cada hemisferio cerebral, y estas son cuerpo estriado, amígdala cerebral o núcleo amigdalino y el claustro. Estos desempeñan un papel importante en el control de la postura y el movimiento voluntario. Técnicamente, el término a usar es núcleos basales, ya que ganglios hace referencia a una reunión de cuerpos neuronales, pero no en el sistema nervioso central sino en el periférico.
Para describir los núcleos basales se utilizan una serie de terminologías de uso habitual.

## Núcleos basales
El núcleo es el cuerpo central de las células o conjuntos de neuronas, bien delimitados, que se encuentran en el sistema nervioso central. Unos núcleos están formados por neuronas sensitivas, otros por neuronas motoras, y todavía se puede considerar un tercer grupo, formado por neuronas internunciales, es decir, núcleos que no son ni sensitivos, ni motores, sino que tienen una significación moduladora; p. ej., la oliva bulbar y los núcleos del puente. En el cuadro sinóptico adjunto aparecen reseñados los principales núcleos y centros nerviosos.
Estructura neurológica - Núcleos basales
- Núcleo caudado - Núcleo caudado

- Núcleo lenticular - Globo pálido más putamen

- Claustro - Claustro

- Cuerpo estriado = Núcleo caudado más núcleo lenticular

- Neoestriado (estriado) - Núcleo caudado más putamen

- Cuerpo amigdalino - Núcleo amigdalino
- Núcleo estriado
- Estriado ventral, también llamado núcleo accumbens (Nacb) en investigación con modelos animales.

## Núcleos de la base del Telencéfalo
Cuerpo estriado
El cuerpo estriado se ubica por fuera del tálamo y está dividido casi por entero por una banda de fibras nerviosas, la cápsula interna, en el núcleo caudado y el núcleo lenticular. El nombre de cuerpo estriado se debe al aspecto estriado que le brindan los haces de Sustancia Blanca que atraviesan la cápsula interna para conectar el núcleo caudado con el núcleo lenticular.
Núcleo caudado
Es una gran masa de sustancia gris con forma de C, que está estrechamente relacionada con el ventrículo lateral y se ubica por fuera del tálamo. Su superficie lateral se relaciona con la cápsula interna.
Con fines descriptivos se puede dividir en, cabeza cuerpo y cola.
Cabeza: es grande redondeada y forma la pared lateral del asta anterior del ventrículo lateral. La cabeza se continúa por abajo con el putamen, e inmediatamente por encima de esta unión hay bandas de sustancia gris que conectan al putamen con el núcleo caudado.
Cuerpo: El cuerpo del núcleo caudado es largo y estrecho; se continúa con la cabeza en la región del agujero interventricular, y forma el piso del cuerpo del ventrículo lateral.
Cola: esta es larga y delgada se continúa con el cuerpo en la región del extremo posterior del tálamo, luego sigue el trayecto por el contorno del ventrículo lateral y se continúa adelante en el techo del cuerno inferior del ventrículo lateral en el núcleo amigdalino.
Núcleo amigdalino
El núcleo amigdalino se ubica en el lóbulo temporal próximo al Uncus se considera parte del sistema límbico, a través de sus conexiones puede influir en la respuesta corporal a los cambios ambientales. Por ejemplo en las sensaciones de miedo, puede modificar la frecuencia cardíaca, presión arterial, frecuencia respiratoria, color de piel.
Sustancia negra y núcleos subtalámicos.
La sustancia negra del mesencéfalo y los núcleos subtalámicos del Diencéfalo están estrechamente relacionados desde el punto de vista funcional con las actividades de los núcleos basales, pero no deben considerarse parte del conjunto de núcleos que conforman los núcleos de la base.
Las neuronas de la sustancia negra son dopaminérgicas (dopamina como neurotransmisor) e inhibidoras y tienen muchas conexiones con el cuerpo estriado.
Las neuronas de los núcleos subtalámicos son glutamatérgicas (glutamato como neurotransmisor) y excitadoras y poseen muchas conexiones con el globo pálido y sustancia negra.
Claustro
El claustro es una lámina delgada de sustancia gris, separada de la superficie lateral del núcleo lenticular por la cápsula externa, y lateral al claustro se encuentra la sustancia blanca subcortical de la ínsula. La función del claustro es posiblemente activar o desactivar la consciencia, pero por el momento no hay estudios concluyentes.[cita requerida]

## Conexiones del cuerpo estriado y elglobo pálido

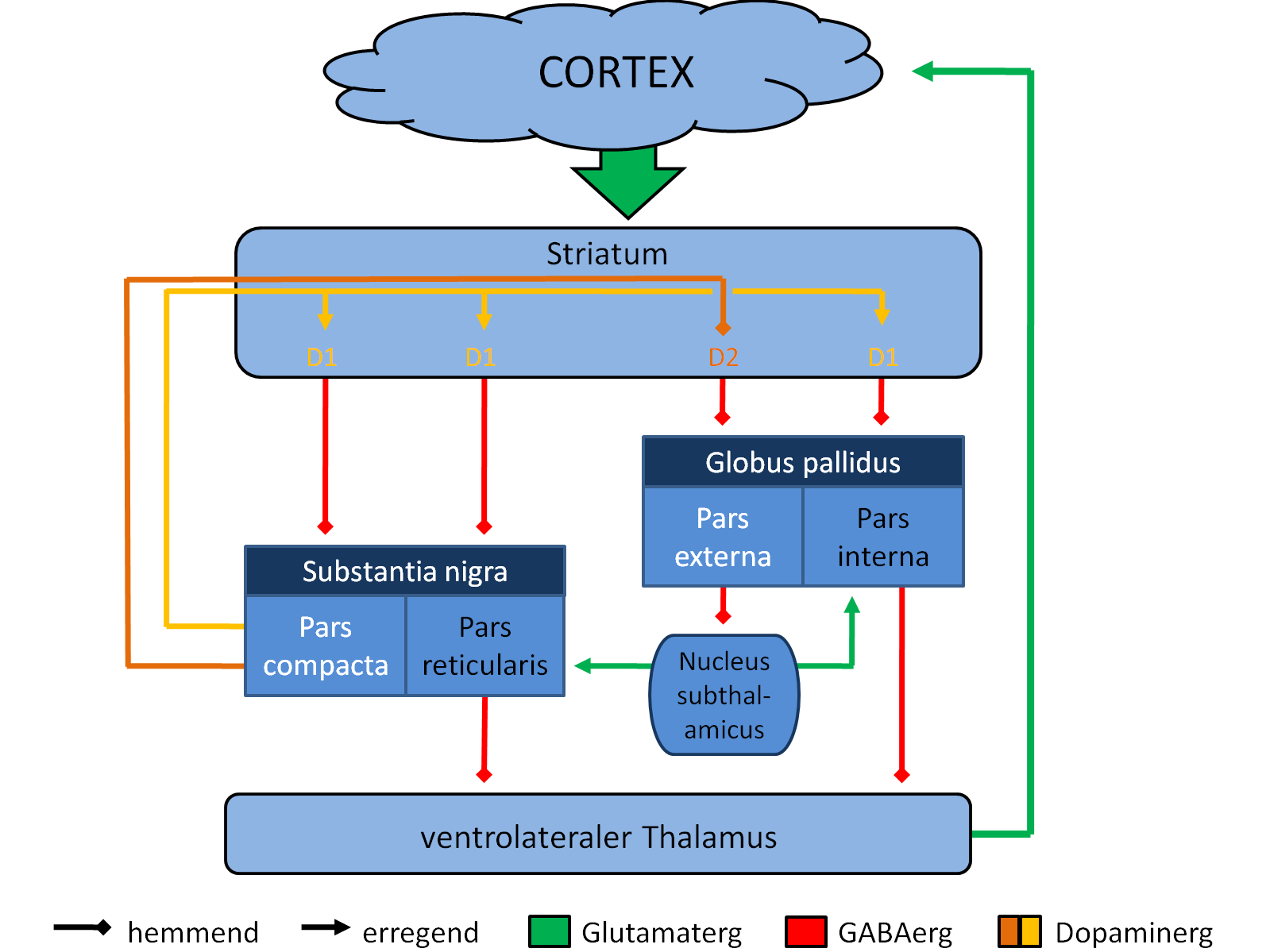
Compuestos de los núcleos de los ganglios basales

Antes de describir las eferencias y aferencias de los núcleos de la base es necesario tomar en cuenta ciertos puntos importantes:
El núcleo caudado y el putamen forman los principales sitios de recepción de las fibras nerviosas aferentes, que llegan a los núcleos de la base.
El globo pálido forma el sitio principal desde el cual las aferencias abandonan los núcleos basales.
Ninguno de estos núcleos, recibe o envía fibras nerviosas directas a la médula espinal.
Conexiones del cuerpo estriado.
Fibras aferentes.
Fibras corticoestriadas.
Todas las partes de la corteza cerebral envían axones al núcleo caudado y al putamen. Cada parte de la corteza se proyecta a un área determinada del complejo caudado-lenticular. La mayoría de las proyecciones provienen de la corteza del mismo lado. La aferencia más grande proviene del área sensitivomotora. El neurotransmisor de estas fibras es el glutamato.
Fibras talamoestriadas.
Provienen de los núcleos intralaminares del tálamo que envían gran número de axones al núcleo caudado y al putamen.
Fibras nigroestriadas.
Las neuronas de la sustancia negra envían axones al núcleo caudado y al putamen y liberan dopamina en sus terminaciones como neurotransmisor. Se cree que la función de estas fibras es inhibidora.
Fibras estriatales del tronco encefálico.
Las fibras que ascienden desde el tronco encefálico terminan en el núcleo caudado y el putamen, y liberan serotonina como neurotransmisor. Se cree que su función es inhibidora.
Fibras eferentes
Fibras Estriatopalidales.
Se dirigen desde el núcleo caudado y el putamen hasta el globo pálido. Estas fibras tienen ácido gammaminobutírico (GABA) como neurotransmisor.
Fibras estriatonígricas.
Estas pasan del núcleo caudado y el putamen a la sustancia negra. Algunas de las fibras utilizan GABA o ACh como neurotransmisor y otras utilizan sustancia P.
Conexiones del Globo Pálido
Fibras aferentes
Fibras estriatopalidales.
Estas fibras pasan del núcleo caudado y putamen al globo pálido como ya se mencionó, estas utilizan GABA como neurotransmisor.
Fibras eferentes
Fibras palidófugas.
Son un conjunto de fibras complicadas que salen del globo pálido, hacia distintas partes del SNC, y se pueden subdividir en:
- El Ansa lenticular; que se dirige hacia los núcleos talámicos.
- El fascículo lenticular; que se dirige hacia el subtálamo.
- Las fibras palidotegmentarias; que terminan en el tegmento caudal del mesencéfalo.
- Las fibras palidosubtalámicas; que se dirigen a los núcleos subtalámicos.

## Funciones de los núcleos de la base del telencéfalo
Los núcleos de la base poseen múltiples conexiones con diferentes partes del sistema nervioso, y por medio de estas conexiones puede controlar y ejercer su influencia en una amplia gama de actividades. El cuerpo estriado recibe información de la mayor parte de la corteza cerebral, tálamo, subtálamo y tronco encefálico incluida la sustancia negra. La información es integrada dentro del cuerpo estriado y es reenviada a los sitios ya mencionados, conformando así una vía circular.
Funciones de los núcleos basales:
- Ayudan a la regulación del movimiento voluntario.
- Aprendizaje de habilidades motoras.
- Ayuda a preparar el cuerpo previo un movimiento particular de las extremidades, mediante el control de los movimientos axiales de las cinturas y posición de las partes proximales de las extremidades.
- Ayuda entonces en la postura.
- Modula el inicio y final del movimiento